# Analítica web
La analítica web 2.0 se define como: el análisis de datos cuantitativos y cualitativos desde un sitio web y de la competencia para impulsar una mejora continua de la experiencia online que tienen tanto los clientes habituales como los potenciales y que se traduce en unos resultados esperados.

## La analítica web en la empresa
Gracias a esta evolución, la analítica web comenzó a desempeñar un papel central en aquellas organizaciones (habitualmente anglosajonas) con cierta presencia en Internet. Ahora, no sólo los departamentos de sistemas y diseño web desean información acerca del tráfico, sino también el departamento de marketing. Es notorio que en la última década el uso de Internet ha experimentado un crecimiento considerable entre los usuarios domésticos, pasando muchos mercados de una situación “Off-line” a una situación “On-line”, enfrentándose las empresas a nuevos comportamientos de compra, y a unos mercados cada vez más dinámicos e inciertos, caracterizados por un gran volumen de datos que deben ser convertidos rápidamente en información útil.
La anterior situación hace necesaria la implementación de una herramienta de analítica web que permita a las entidades tomar decisiones de marketing más eficientes, mejorar su estrategia de posicionamiento en Internet, incrementar su cartera de clientes y optimizar el diseño de su página web, además de permitir la evaluación en tiempo real del retorno económico de todas estas actividades. Así, los marketers pueden conocer mejor a su público objetivo y determinar aquellos segmentos o individuos del mercado más rentables; decidir si la web de la empresa es susceptible de recibir más inversiones; detectar oportunidades de mejora o de negocio; comprender mejor los indicadores del rendimiento económico o KPI (ROI, ROE, ROS, TIR,...); averiguar qué productos son más rentables; precisar las estrategias del marketing mix; hacer un adecuado seguimiento de clientes, tanto actuales como potenciales; averiguar la procedencia y destino de los visitantes; aumentar la fidelidad de sus clientes,...; en definitiva, gestionar todos los aspectos relevantes de su negocio en Internet, incluso más allá de las capacidades con las que contaban para el análisis de sus mercados off-line.
Independientemente de si en su organización existe un departamento de innovación o si estas funciones son realizadas por otra área como mercadeo o I&D. Es necesario tener definidas métricas de innovación que nos permitan evaluar el desempeño de la compañía en innovación. En las famosas palabras de Lord Kelvin “Lo que no se mide, no se puede mejorar”. A continuación, vamos a mencionar las métricas más recomendadas para gestionar y hacer seguimiento a los esfuerzos de innovación. Estas se dividen en indicadores de resultado si se centran en los beneficios alcanzados en innovación para la compañía (estas son en su mayoría métricas comerciales y financieras) y en indicadores de proceso si se centran en la eficiencia de cada uno de los sub procesos relacionados con la innovación, estos últimos son claves para determinar las áreas donde hay que intervenir con el fin de mejorar los indicadores de resultado.
Además, la analítica web también permite a las empresas realizar seguimiento de la competencia y realizar análisis comparativos. Al tener acceso a datos sobre el rendimiento de la competencia en línea, las empresas pueden identificar oportunidades y amenazas en el mercado, ajustar su estrategia de marketing digital y obtener una ventaja competitiva. Esto incluye la monitorización de las palabras clave utilizadas por la competencia, la identificación de las fuentes de tráfico de la competencia, el seguimiento de su presencia en redes sociales, y la comparación de métricas de desempeño como la tasa de conversión, el tiempo en el sitio web y el comportamiento del usuario.
Otra área en la que la analítica web puede ser valiosa es en la optimización del contenido y la experiencia del usuario. Al analizar los datos de navegación y comportamiento del usuario en el sitio web, las empresas pueden identificar qué contenido es más relevante para los visitantes, qué áreas del sitio web pueden necesitar mejoras, y cómo mejorar la experiencia del usuario en general. Esto puede incluir la identificación de páginas con altas tasas de rebote, la optimización de los flujos de navegación, la personalización del contenido en función de los intereses del usuario, y la realización de pruebas A/B para mejorar la eficacia del sitio web en términos de conversión y retención de visitantes.
Por último, la analítica web también puede ser una herramienta valiosa para medir el impacto de las campañas de marketing digital. Al rastrear y analizar los datos de tráfico y conversión generados por campañas de publicidad en línea, las empresas pueden evaluar la efectividad de sus estrategias de marketing y hacer ajustes en tiempo real. Esto incluye el seguimiento de métricas como el retorno de inversión publicitaria (ROAS), la tasa de clics (CTR), el costo por adquisición (CPA), y la atribución de conversiones a diferentes canales de marketing. Esto permite a las empresas optimizar su inversión en publicidad en línea y maximizar los resultados de sus campañas.
En resumen, la analítica web ofrece numerosos beneficios a las empresas, incluyendo la capacidad de realizar seguimiento de la competencia, optimizar el contenido y la experiencia del usuario, y medir el impacto de las campañas de marketing digital. Estos datos y análisis permiten a las empresas tomar decisiones informadas, mejorar su presencia en línea y obtener una ventaja competitiva en el mercado digital.

## Herramientas
- Google Analytics
- MetricLytics
- Herramientas de analítica web
- Tag Checker
- Google Tag Manager
- Data Studio
- Analizador Web